# Brama warowna

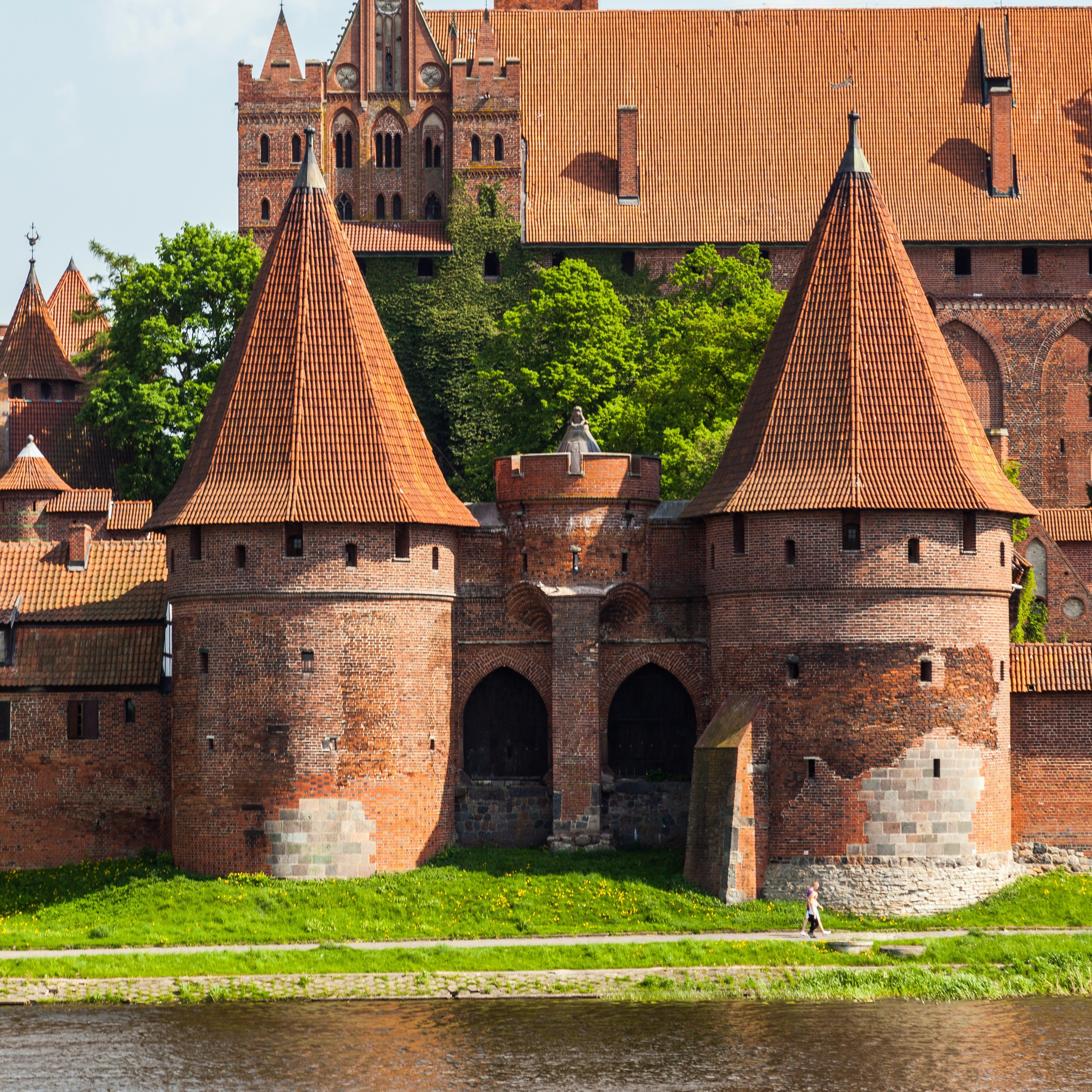
Średniowieczna brama warowna

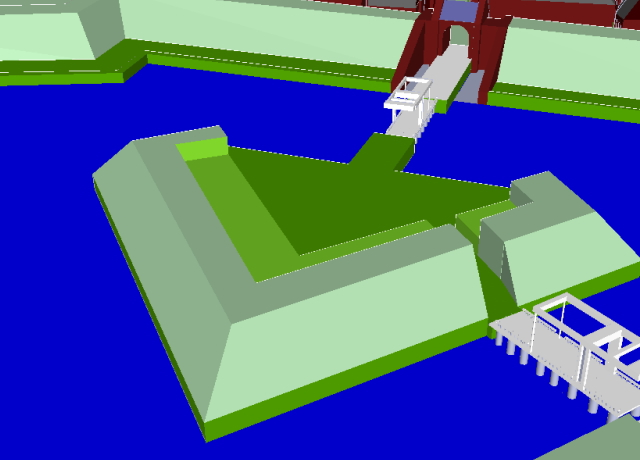
Nowożytna brama zabezpieczona fosą i rawelinem

Brama warowna – element fortyfikacji stałej, brama prowadząca do wnętrza obwodu obronnego. Występuje od starożytności do czasów współczesnych i przyjmuje wiele form, od prostego, zamykanego wejścia, do rozbudowanego zespołu obronnego, składającego się z wielu elementów.
Wczesne formy bram warownych miały zazwyczaj formę baszty z pomieszczeniem dla straży; bardziej rozwinięte formy osłonięte były tzw. przedbramiem, z którego wykształcił się następnie barbakan. Do zabezpieczania bram wykorzystywano wszystkie niemal elementy fortyfikacyjne:
- przed frontem bramy umieszczano fosę i most zwodzony
- otwór bramny zamykano wrotami, bronami lub organami
- obronę bliską zapewniały strzelnice, blanki, machikuły, wykusze lub hurdycje
- bramy osłaniano dodatkowymi dziełami obronnymi jak basteje, bastiony, wieże itp.
- w przejściach bram montowano zapadnie, a w sufitach - mordownie[1].

W fortyfikacji nowożytnej bramy umieszczano na ogół w kurtynie wału i osłaniano rawelinami.